# Aïssatou Tandian
Aïssatou Tandian, née le 29 août 1966, est une athlète sénégalaise.

## Carrière
Aïssatou Tandian est médaillée de bronze du relais 4 x 100 mètres aux Championnats d'Afrique d'athlétisme 1988 à Annaba. Elle remporte la médaille d'argent du 400 mètres aux Championnats d'Afrique de 1992 et la médaille de bronze du 400 mètres aux Championnats d'Afrique de 1993.
Elle dispute les Jeux olympiques d'été de 1988 à Séoul et les Jeux olympiques d'été de 1992 à Barcelone ; elle est éliminée en séries du 400 mètres.
Elle est championne du Sénégal du 100 mètres en 1992, du 200 mètres en 1984 et 1992, du 400 mètres en 1983, 1984, 1986 et 1991, et du 800 mètres en 1983.
Elle est aussi première de la finale du 400 mètres aux Championnats de France d'athlétisme 1989 (n'étant pas française, le titre de championne ne lui est pas décerné).